# Brodskius arcticus
Brodskius arcticus is een eenoogkreeftjessoort uit de familie van de Scolecitrichidae. De wetenschappelijke naam van de soort is voor het eerst geldig gepubliceerd in 2011 door Andronov & Kosobokova.